# Symphyotrichum
Symphyotrichum é um género botânico pertencente à família Asteraceae.